# The Voice Brasil
The Voice Brasil fue un concurso de talentos brasileño, transmitido por TV Globo y SBT. Este formato consiste en elegir entre un grupo de concursantes a aquellos que destaquen por sus cualidades vocales sin que su imagen influya en la decisión del jurado, integrado por conocidos artistas. The Voice Brasil es la adaptación brasilera del exitoso formato holandés The Voice. El programa se estrenó el 23 de septiembre de 2012 hasta el 28 de diciembre de 2023 que fue su última temporada.

## Información general
The Voice Brasil forma parte de la franquicia de La Voz y se basa en un formato de competición similar en los Países Bajos, llamado The Voice of Holland. El ganador tiene derecho a un premio de R$ 500.000, un contrato discográfico con Universal Music, la gestión de la carrera y un automóvil 0 km.

### Formato
El formato de The Voice fue ideado por John de Mol, creador de Gran Hermano, y se diferencia de otros talent shows de canto porque solo se evalúa el potencial de voz sin darle importancia al aspecto físico de los participantes.
Se trata de un formato extranjero, producido en diferentes lugares del mundo con mucho éxito en 2011. The Voice Brasil cuenta con un jurado de cuatro profesionales, quienes de espaldas a los participantes los escucharán cantar. Cuando a alguno de ellos les guste lo que oyen, el jurado famoso en cuestión aprieta un botón y su silla se dará vuelta, convirtiéndolo así en el "entrenador" de ese concursante. Si dos o más entrenadores dan vuelta sus sillas el concursante deberá elegir en que equipo quedarse.
Lo novedoso de este programa está en su dinámica. A diferencia de otros certámenes de canto, esta versión agregó un ingrediente: los integrantes del jurado, que serán cuatro, permanecen dados vuelta en el transcurso de la actuación de los participantes. Así, sólo a partir de la voz, cada juez seleccionará qué participantes quiere para su equipo.
De esta forma, el concurso se subdivide en diferentes fases: la primera instancia de las audiciones a ciegas, las batallas y el duelo entre equipos con shows preparados para las galas especiales y la presentación en vivo.

## Coaches
|    | Coaches         | Coaches         | Coaches        | Coaches         | Coaches     |
| -- | --------------- | --------------- | -------------- | --------------- | ----------- |
| 1  | Lulu Santos     | Daniel          | Claudia Leitte | Carlinhos Brown |             |
| 2  | Lulu Santos     | Carlinhos Brown | Claudia Leitte | Daniel          |             |
| 3  | Claudia Leitte  | Lulu Santos     | Daniel         | Carlinhos Brown |             |
| 4  | Carlinhos Brown | Michel Teló     | Lulu Santos    | Claudia Leitte  |             |
| 5  | Lulu Santos     | Carlinhos Brown | Claudia Leitte | Michel Teló     |             |
| 6  | Carlinhos Brown | Michel Teló     | Ivete Sangalo  | Lulu Santos     |             |
| 7  | Carlinhos Brown | Michel Teló     | Ivete Sangalo  | Lulu Santos     |             |
| 8  | Michel Teló     | Ivete Sangalo   | Iza            | Lulu Santos     |             |
| 9  | Carlinhos Brown | Michel Teló     | Iza            | Lulu Santos     |             |
| 10 | Carlinhos Brown | Claudia Leitte  | Iza            | Lulu Santos     | Michel Teló |
| 11 | Michel Teló     | Iza             | Gaby Amarantos | Lulu Santos     |             |
| 12 | Carlinhos Brown | Michel Teló     | Iza            | Lulu Santos     |             |
| 13 | Mumuzinho       | Matheus & Kauan | Duda Beat      | TBA             |             |

## Co-Coaches
| temporada | Coaches          | Coaches          | Coaches        | Coaches          |
| 1         | Lulu Santos      | Carlinhos Brown  | Claudia Leitte | Daniel           |
| --------- | ---------------- | ---------------- | -------------- | ---------------- |
| 1         | Preta Gil        | Rogerio Flausino | Ed Motta       | Luiza Possi      |
| 2         | Lulu Santos      | Carlinhos Brown  | Claudia Leitte | Daniel           |
| 2         | Gaby Amarantos   | Rogerio Flausino | Maria Gadú     | Luiza Possi      |
| 3         | Claudia Leitte   | Lulu Santos      | Daniel         | Carlinhos Brown  |
| 3         | Dudu Nobre       | Di Ferrero       | Luiza Possi    | Rogerio Flausino |
| 4         | Carlinhos Brown  | Michel Teló      | Lulu Santos    | Claudia Leitte   |
| 4         | Rogerio Flausino | Luiza Possi      | Di Ferrero     | Alexandre Pires  |
| 5         | Lulu Santos      | Carlinhos Brown  | Claudia Leitte | Michel Teló      |
| 5         | Ivete Sangalo    |                  |                |                  |
| 6         | Carlinhos Brown  | Michel Teló      | Ivete Sangalo  | Lulu Santos      |
| 6         | Sin asesores     |                  |                |                  |
| 7         | Carlinhos Brown  | Michel Teló      | Ivete Sangalo  | Lulu Santos      |
| 7         | Anitta           |                  |                |                  |
| 8         | Michel Teló      | Ivete Sangalo    | Iza            | Lulu Santos      |
| 8         | Sin asesores     |                  |                |                  |
| 9         | Carlinhos Brown  | Michel Teló      | Iza            | Lulu Santos      |
| 9         | Sin asesores     |                  |                |                  |
| 10        | Carlinhos Brown  | Claudia Leitte   | Iza            | Lulu Santos      |
| 10        | Sin asesores     |                  |                |                  |
| 11        | Michel Teló      | Iza              | Gaby Amarantos | Lulu Santos      |
| 11        | Sin asesores     |                  |                |                  |
| 12        | Carlinhos Brown  | Michel Teló      | Iza            | Lulu Santos      |
| 12        | Gaby Amarantos   |                  |                |                  |
| 12        | Toni Garrido     |                  |                |                  |

## Resumen
| Temp. | Inicio                   | Final                    | Ganador           | Subcampeón         | Tercer lugar      | Cuarto lugar      | Quinto lugar      | Coach Ganador   | Conductor        | Backstage           | Coaches (orden de las sillas) | Coaches (orden de las sillas) | Coaches (orden de las sillas) | Coaches (orden de las sillas) | Coaches (orden de las sillas) |
| Temp. | Inicio                   | Final                    | Ganador           | Subcampeón         | Tercer lugar      | Cuarto lugar      | Quinto lugar      | Coach Ganador   | Conductor        | Backstage           | 1                             | 2                             | 3                             | 4                             | 5                             |
| ----- | ------------------------ | ------------------------ | ----------------- | ------------------ | ----------------- | ----------------- | ----------------- | --------------- | ---------------- | ------------------- | ----------------------------- | ----------------------------- | ----------------------------- | ----------------------------- | ----------------------------- |
| 1     | 23 de septiembre de 2012 | 16 de diciembre de 2012  | Ellen Oléria      | Ju Moraes          | Liah Soares       | Maria Chistina    | N/A               | Carlinhos Brown | Tiago Leifert    | Daniele Suzuki      | Lulu                          | Brown                         | Claudia                       | Daniel                        | N/A                           |
| 2     | 3 de octubre de 2013     | 29 de diciembre de 2013  | Sam Alves         | Lucy Alves         | Pedro Lima        | Rubens Daniel     | N/A               | Claudia Leitte  | Tiago Leifert    | Miá Mello           | Lulu                          | Brown                         | Claudia                       | Daniel                        | N/A                           |
| 3     | 18 de septiembre de 2014 | 25 de diciembre de 2014  | Danilo & Rafael   | Kim Lírio          | Lui Medeiros      | Romero Ribeiro    | N/A               | Lulu Santos     | Tiago Leifert    | Fernanda Souza      | Claudia                       | Lulu                          | Daniel                        | Brown                         | N/A                           |
| 4     | 1 de octubre de 2015     | 25 de diciembre de 2015  | Renato Vianna     | Ayrton Montarroyos | Junior Lord       | Nikki             | N/A               | Michel Teló     | Tiago Leifert    | Daniele Suzuki      | Brown                         | Teló                          | Lulu                          | Claudia                       | N/A                           |
| 5     | 5 de octubre de 2016     | 29 de diciembre de 2016  | Mylena Jardim     | Afonso Cappelo     | Dan Costa         | Danilo Franco     | N/A               | Michel Teló     | Tiago Leifert    | Mariana Rios        | Lulu                          | Brown                         | Claudia                       | Teló                          | N/A                           |
| 6     | 21 de septiembre de 2017 | 21 de diciembre de 2017  | Samantha Ayara    | Carol Biazin       | Day               | Vinicius D'Black  | N/A               | Michel Teló     | Tiago Leifert    | Mariana Rios        | Brown                         | Teló                          | Ivete                         | Lulu                          | N/A                           |
| 7     | 17 de julio de 2018      | 27 de septiembre de 2018 | Léo Pain          | Erica Natuza       | Isa Guerra        | Kevin Ndjana      | N/A               | Michel Teló     | Tiago Leifert    | Mariana Rios        | Brown                         | Teló                          | Ivete                         | Lulu                          | N/A                           |
| 8     | 30 de julio de 2019      | 3 de octubre de 2019     | Tony Gordon       | Ana Ruth           | Lúcia Muniz       | Willian Kessley   | N/A               | Michel Teló     | Tiago Leifert    | Jeniffer Nascimento | Teló                          | Ivete                         | Iza                           | Lulu                          | N/A                           |
| 9     | 15 de octubre de 2020    | 17 de diciembre de 2020  | Victor Alves      | Douglas Ramalho    | Izrra             | Ana Canhoto       | N/A               | Iza             | Tiago Leifert    | Jeniffer Nascimento | Brown                         | Teló                          | Iza                           | Lulu                          | N/A                           |
| 10    | 26 de octubre de 2021    | 23 de diciembre de 2021  | Giuliano Eriston  | Bruno Fernandez    | Gustavo Boná      | Gustavo Matias    | Hugo Rafael       | Michel Teló     | André Marques    | Jeniffer Nascimento | Brown                         | Claudia                       | Teló                          | Iza                           | Lulu                          |
| 11    | 15 de noviembre de 2022  | 29 de diciembre de 2022  | Keilla Júnia      | Bell Lins          | Juceir Jr         | Mila Santana      | N/A               | Michel Teló     | Fátima Bernardes | Thaís Fersoza       | Teló                          | Iza                           | Gaby                          | Lulu                          | N/A                           |
| 12    | 28 de noviembre de 2023  | 28 de diciembre de 2023  | Ivan Barreto      | Amanda Maria       | Jhonny            | Thais Ribeiro     | N/A               | Lulu Santos     | Fátima Bernardes | Fátima Bernardes    | Brown                         | Teló                          | Iza                           | Lulu                          | N/A                           |
| 13    | TBA 2025                 | TBA 2025                 | Próxima temporada | Próxima temporada  | Próxima temporada | Próxima temporada | Próxima temporada | TBA             | Tiago Leifert    | Gaby Cabrini        | Mumu                          | Matheus & Kauan               | Duda                          | TBA                           | N/A                           |